# ناحیه قلنسیة وعبد الکوری
ناحیهٔ قلنسیة وعبد الکوری (به عربی: مدیریة قلنسیة وعبد الکوری) یک ناحیه در یمن است که در استان حضرموت واقع شده‌است. ناحیهٔ قلنسیة وعبد الکوری ۱۰٬۱۰۹ نفر جمعیت دارد.